# Жаргалант (аймак Хувсгел)
Жаргалант (монг.: Жаргалант) — сомон аймаку Хувсгел, Монголія. Площа 2,5 тис. км², населення 5,2 тис. чол. Центр сомону селище Оргіл лежить за 848 км від Улан-Батора, за 177 км від міста Мурен.

## Рельєф
Гори Булнай, Гурт, Хандгай, Темеен чулуут та ін. Протікають річки Ідер та її притоки.

## Клімат
Клімат різко континентальний. Щорічні опади 200—300 мм, середня температура січня −20°С, середня температура липня +14°С.

## Природа
Водяться лосі, олені, корсаки, зайці, вовки, лисиці.

## Корисні копалини
Запаси залізної руди та будівельних матеріалів.

## Соціальна сфера
Школа, лікарня, торговельно-культурні центри.